# Game City
Die Game City in Österreich ist, gemessen nach Ausstellungsfläche und Besucheranzahl, die größte Messe für interaktive Unterhaltungselektronik, insbesondere Video- und Computerspiele, in Österreich. Sie fand 2007 erstmals im Wiener Rathaus statt. Veranstalter ist der Verein WIENXTRA (Stadt Wien) und die ausführende Agentur ist die MICE & Men Eventmarketing GmbH, welche für die komplette Abwicklung, Organisation als auch Verkauf der Ausstellerflächen zuständig ist. Die Messe ist eine reine Konsumentenmesse und ist für alle Besucher frei zugänglich.

## Geschichte
Die Ausstellung findet seit dem Jahr 2007 jährlich im Herbst im Wiener Rathaus statt. Unter den Ausstellern sind die großen Konsolenhersteller wie Microsoft, Nintendo und Sony Computer Entertainment vertreten. Ebenfalls anwesend sind auch viele namhafte Spieleentwickler wie Bandai Namco, Electronic Arts, Bethesda Softworks und Konami. 2017 fand zum ersten Mal auch der Game City Market Place statt, wo Aussteller in einem eigenen Bereich ihre Produkte an die Besucher direkt verkaufen dürfen.
Aufgrund der COVID-19-Pandemie wurde die Messe in den Jahren 2020, 2021 und 2022 abgesagt.

## Messestatistik
| Jahr | Zeitraum            | Besucher |
| ---- | ------------------- | -------- |
| 2007 | 21. – 23. September | 25.000   |
| 2008 | 17. – 19. Oktober   | 52.000   |
| 2009 | 25. – 27. September | 53.000   |
| 2010 | 27. – 29. September | 59.000   |
| 2011 | 22. – 24. Oktober   | 60.000   |
| 2012 | 12. – 14. Oktober   | 63.000   |
| 2013 | 27. – 29. September | 67.500   |
| 2014 | 10. – 12. Oktober   | 69.000   |
| 2015 | 2. – 4. Oktober     | 78.000   |
| 2016 | 23. – 25. September | 80.000   |
| 2017 | 13. – 15. Oktober   | 77.000   |
| 2018 | 19. – 21. Oktober   | 81.000   |
| 2019 | 18. – 20. Oktober   | 79.000   |
| 2023 | 13. – 15. Oktober   | 70.000   |